# إل. ستيفن كولز
إل. ستيفن كولز (بالإنجليزية: L. Stephen Coles)‏ هو أحيائي أمريكي، ولد في 19 يناير 1941 في نيويورك في الولايات المتحدة، وتوفي في 3 ديسمبر 2014 في سكوتسديل في الولايات المتحدة بسبب سرطان البنكرياس.